# Bishop & Son
Bishop & Son (el nombre de la firma al momento de su fundación era J.C. Bishop, pero él mismo ha cambiado a través de los años) es una empresa constructora y reparadora de órganos de tubos de Inglaterra, fundada en 1795.

## Historia
Bishop & Son fue fundada en 1795 por James Chapman Bishop, su primer edificio con su taller estaba en los edificios York de Saint Marylebone, Londres. Poco después se afincó en el número 250 de Marylebone Road. Bishop se hizo conocido rápidamente como un maestro organero atento a los detalles del instrumento, algunos de sus trabajos están entre los mejores órganos ingleses del siglo XIX. Una de las políticas que implementó para su firma fue la de usar siempre los mejores materiales, esto no se vio afectado por conveniencia ni economía. Muchas características de los órganos actuales se remontan a innovaciones de la firma de James Bishop, quién inventó el fuelle compensador para proporcionar un viento constante, el registro Clarabella y el pedal de combinación, que permitió activar diferentes registros predefinidos con los pies. Los hijos de James, Charles Augustus Bishop y George Speechley Bishop quienes ya se habían formado como organeros, siguieron al mando de la empresa. Tras la muerte de su padre en 1854, la responsabilidad de las operaciones de la empresa recayó principalmente en Charles, quien fue responsable de asociarse con Starr y Richardson. 
El hijo de Charles Augustus, Charles Kenwrick Kenelm Bishop fue un joven organero que mostró cualidades para el trabajo, pero enfermó siendo joven y no llegó a explotar su potencial. Durante su periodo en la firma, Charles desarrolló algunas innovaciones y siempre tuvo especial atención por los detalles en la construcción de los instrumentos. Durante su mandato se mejoraron las prácticas y se registraron nuevas patentes. Edward Hadlow Suggate era constructor de órganos en Bishop & Son durante la época de Charles K. K. Bishop. Cuando Charles enfermó demasiado para administrar la empresa, Suggate vio la necesidad de asegurar un futuro seguro para la misma y logró reunir el dinero necesario para adquirir el negocio y sus activos. Posteriormente, Suggate pudo asumir la gestión de la empresa, pero trató de mantener a Charles involucrado en la mayor medida posible. Cuando Bishop falleció, Suggate insistió en asegurar el apoyo financiero para su viuda y su familia. Con Suggate como director de la firma, Bishop & Son adquirió nuevas instalaciones Westbourne Mill y la empresa también se expandió a Ipswich, con una fábrica bien equipada con el banco de fundición de tubos metálicos de mayor porte del sector, instalaciones que fueron renovadas en dos ocasiones bajo su mandato. Durante la etapa de Edward Hadlow Suggate como director de la empresa, Bishop & Son practicó algunos de los cambios más drásticos en la construcción de órganos. Supervisó su progreso hasta finales del siglo XIX y principios del XX, período considerado por muchos como uno de los más importantes de la historia del oficio.
Suggate se esforzaba por mantener la tradición de la empresa de ofrecer la mejor calidad a cualquier precio y también por mejorar al máximo las técnicas y la producción. Tras la pérdida durante la Primera Guerra Mundial de su hijo Eric Suggate, un joven ingeniero, responsable de los logros de la empresa los mecanismos de suministro de aire ya sea de forma eléctrica e hidráulica hasta la guerra. Suggate colaboró estrechamente con su gerente, Holt, para desarrollar todas las áreas del oficio posibles. En la década de 1920, Bishop and Son fue responsable del desarrollo del mecanismo eléctrico (acción eléctrica), que aún hoy son vigentes. Las técnicas que desarrollaron no fueron utilizadas por otras empresas hasta décadas después y aún se utilizan hoy en día. R. A. Williams (Stero) basó gran parte de su equipo eléctrico en los diseños de la empresa. Suggate mostró un gran interés por la construcción y el acabado de todos los órganos en los que trabajaba la empresa, y se encargaba personalmente de estos acabados. Hilda Mary Suggate dirigió la empresa tras la muerte de su padre.
Gracias a los contactos con la iglesia Católica, la firma le suministró varios instrumentos a diversas iglesias y capillas a lo largo del país, el nombre de la firma estuvo en algunos órgano de gran porte en algunas catedrales. Pero la firma nunca llegó a ser considerada entre los principales constructores de órganos inglés, pese a la fama en el buen sonido de sus instrumentos. La firma fue gerenciada por John Budgen, hasta que se jubiló.
Por Bishop & Son pasaron varios organeros que fueron posteriormente reconocidos por otros trabajos ya por fuera de la firma, entre ellos se destacan Courcelle, Speechley, Holdich, Forster and Andrews, y su posterior representante: Selfe, Banfield, Hunter, Jardine, Collins, entre otros.